# Andrew Luck
Andrew Austen Luck (Washington, 12 settembre 1989) è un ex giocatore di football americano statunitense che ha militato in tutti i sette anni della sua carriera professionistica nel ruolo di quarterback per gli Indianapolis Colts della National Football League. Fu scelto come primo assoluto nel Draft NFL 2012 dai Colts. Al college ha giocato a football per Stanford.
Nel 2011 ha vinto il Maxwell Award e il Walter Camp Award come giocatore di football universitario della stagione. Nel 2011 è stato inoltre inserito nella prima formazione All-American. È stato finalista per l'Heisman Trophy sia nel 2010 che nel 2011.
L'analista di CBS Sports, Rob Rang, definì Luck il miglior prospetto che gli fosse mai capitato, mentre il Kansas City Star l'ha messo al pari di LeBron James e Bryce Harper come "gli sportivi amatoriali più pubblicizzati della storia recente dello sport".
Malgrado fosse largamente pronosticato come la prima scelta assoluta del Draft NFL 2011, Luck decise di tornare a Stanford per la sua ultima stagione nel football universitario. Nelle prime tre stagioni da professionista, Luck guidò sempre i Colts ai play-off, vincendo due volte la AFC South nel 2013 e nel 2014, e venendo selezionato per il Pro Bowl in ogni singola stagione. Nei playoff 2013-14 guidò i Colts alla seconda più grande rimonta in una partita della post-season nella storia della NFL. Oltre a essere un buon passatore, Luck godette anche di una buona reputazione come corridore.
Durante la stagione 2016, nonostante soffrì un infortunio alla spalla destra, continuò a giocare in tutte le partite restanti. L'operazione chirurgica alla spalla dopo la fine della stagione lo costrinse a rinunciare all'annata successiva. Luck tornò pienamente sano nel 2018, classificandosi secondo nella lega per touchdown passati, stabilendo nuovi record personali e conquistando dieci vittorie che permisero ai Colts di partecipare ai play-off per la prima volta dal 2014. A fine stagione fu convocato per il suo quanto Pro Bowl e fu nominato Comeback Player of the Year. Nonostante il suo successo, Luck annunciò inaspettatamente il ritiro a poche settimane dall'inizio della stagione 2019, a causa dei numerosi infortuni subiti negli anni. A causa del suo successo e del fatto che il ritiro sia arrivato all'età di 29 anni, Luck è considerato tra i migliori atleti professionisti a terminare la propria carriera durante il loro culmine.

## Carriera universitaria

### Stagione 2009
Dopo passato come redshirt la sua stagione da freshman nel 2008, Luck si guadagnò il ruolo di quarterback titolare dei Cardinal nel 2009 sull'ex titolare Tavita Pritchard, diventando il primo freshman a Stanford a diventare il quarterback titolare da Chad Hutchinson nel 1996. Nella sua prima stagione, Luck a guidò i Cardinal a vittorie contro avversarie nella top ten come Oregon e USC guadagnandosi un posto nel Sun Bowl 2009. Giocando in un attacco votato alle corse comprendente il finalista dell'Heisman Trophy Toby Gerhart, Luck lanciò per 2.575 yard. Luck in totale guadagnò 2.929 yard in attacco, il quinto risultato nella storia di Stanford. Egli guidò la Pac-10 nell'efficienza nei passaggi con un rating di 143,5.
Luck si infortunò a un dito della mano utilizzata per lanciare nell'ultima gara di stagione regolare dei Cardinal contro Notre Dame. L'operazione chirurgica svolta prima Sun Bowl non gli permise di giocare la partita.

### Stagione 2010

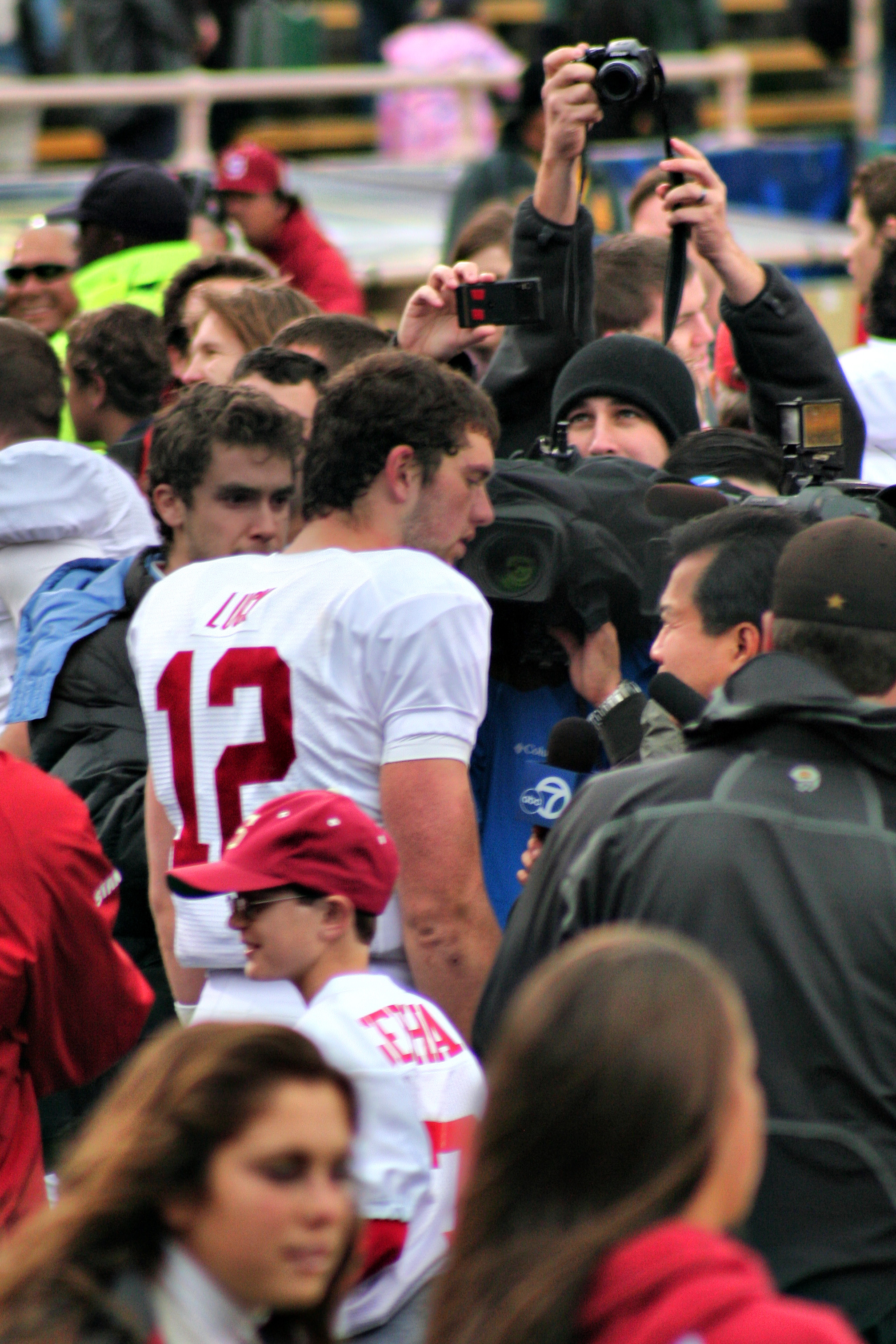
Andrew Luck in una partita del 2010 contro i California Golden Bears

Nel 2010, Luck emerse come uno dei migliori giocatori della nazione. Fu nominato giocatore offensivo dell'anno nella Pac-10 ed unanimente inserito nell'All Pac-10 First Team. Luck guidò Stanford a un record di 12–1 e alla vittoria nell'Orange Bowl. Fu nominato MVP dell'Orange Bowl dopo aver lanciato 4 passaggi da touchdown nella vittoria di Stanford per 40-12 su Virginia Tech. Luck guidò la Pac-10 guidò la Pac-10 nell'efficienza dei passaggi per il secondo anno consecutivo con un quarterback rating di 170.2. Egli inoltre guidò la conference in yard totali con 3.791 yard, in yard passate con 3.338 yards e in passaggi da touchdown con 32. Luck corse per 453 yard, un record per i QB di Stanford, con tre corse da oltre 50 yard. I 32 passaggi di Luck sono il nuovo record di Stanford, superando il vecchio record di 27 detenuto da John Elway e Steve Stenstrom. Anche le 3.791 yard totali di yard sono un record scolastico, superando il vecchio di 3.398 yard detenuto da Stenstrom. Luck stabilì anche un record stagionale per Stanford per percentuale di completi (70,7%) e rating (170,2). Vinse il premio di giocatore offensivo della settimana della Pac-10 per le sue prestazioni contro Arizona e California.
Luck terminò la stagione 2010 con altri due anni di college rimanenti. Egli sarebbe stato eleggibile per il Draft NFL 2011 ma annunciò il 6 gennaio 2011 che sarebbe rimasto a Stanford per laurearsi. Egli era visto da molti opinionisti televisivi e da molti giornalisti di ESPN come il miglior prospetto tra quarterback nel college football. Nel dicembre 2010, Sporting News previde che Luck sarebbe stato scelto come numero 1 nel draft 2011 se avesse deciso di parteciparvi.

### Stagione 2011
Nel 2011, Luck guidò Stanford a un record di 11–2 e ad un posto nel BCS bowl (il Fiesta Bowl). Vinse il Maxwell Award e il Walter Camp Player of the Year Award. Fu finalista dell'Heisman Trophy per il secondo anno consecutivo, diventando il quarto giocatore della storia a finire secondo nella classifica del trofeo per due volte. Fu anche nominato nel First Team All-America (da AFCA, Walter Camp, ESPN.com, Pro Football Weekly). Vinse il titolo di giocatore offensivo dell'anno della Pac-12 diventando solo il quinto giocatore della storia a vincere per due volte tale premio (dopo John Elway, Charles White, Reggie Bush e Rueben Mayes). Fu anche votato nel First Team All Pac-12 per il secondo anno consecutivo. Luck stabilì un nuovo record per Stanford per passaggi da touchdown in carriera con 82, superando il record di John Elway di 77. Inoltre superò il suo stesso record di passaggi da TD in un anno, portandolo da 32 a 37, e stabilì il primato per yard totali guadagnate in carriera con 10.387, superando Steve Stenstrom e le sue 9.825 yard. Divenne poi il leader di tutti i tempi per vittorie come quarterback titolare, con 31 e per percentuale di vittorie con 81,6% (31–7) e superò i record della Pac-12 per passer rating in carriera (162,8) e percentuale di passaggi completati in carriera (67,0%). Infine superò il suo record della Pac-12 per percentuale di completi in stagione (71,3%). Fu nominato giocatore offensivo della settimana della Pac-12 per la sua prestazione contro Washington State.

### Riconoscimenti vinti
- (2) All-America (2010, 2011)
- (2) finalista dell'Heisman Trophy (2010, 2011)
- Maxwell Award come giocatore dell'anno (2011)
- Giocatore dell'anno Walter Camp Award (2011)
- Johnny Unitas Golden Arm Award (2011)
- (2) giocatore offensivo dell'anno Pac-10/12
- (3) formazione ideale All Pac-10/12 (2009, 2010, 2011)
- MVP dell'Orange Bowl (2011)

Statistiche
| 2009   | 162 | 288   | 2.575 | 56,3% | 13 | 4  | 143,5 | 61  | 354 | 5,8 | 31 | 2 | 1 | 11 | 11,0 | 2.929  |
| 2010   | 263 | 372   | 3,338 | 70,7% | 32 | 8  | 170,2 | 55  | 453 | 8,2 | 58 | 3 | 0 | 0  | 0    | 3.791  |
| 2011   | 288 | 404   | 3,517 | 71,3% | 37 | 10 | 169,7 | 47  | 150 | 3.2 | 17 | 2 | 1 | 13 | 13,0 | 3.667  |
| Totale | 713 | 1,064 | 9.430 | 67,0% | 82 | 22 | 162,8 | 163 | 957 | 5,9 | 58 | 7 | 2 | 24 | 12,0 | 10.387 |

## Carriera professionistica

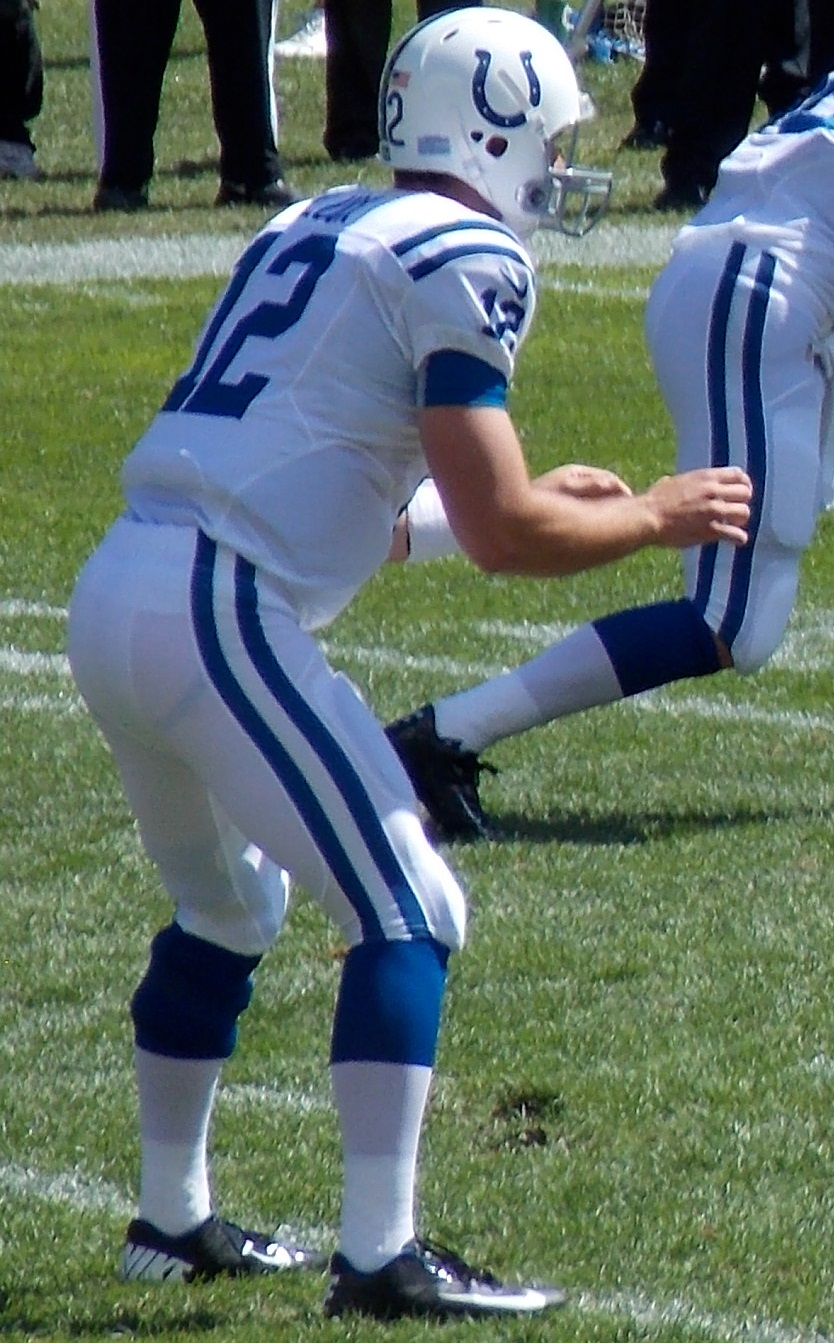
Andrew Luck, 2012.

### Draft NFL 2012
Luck era largamente prospettato per essere la prima scelta assoluta del Draft NFL 2011 ma decise di rimanere al college per disputare la sua stagione da junior. A maggio 2011, Luck era visto come il miglior prospetto per il Draft NFL 2012 da diversi analisti. Alcuni tifosi consigliarono alle rispettive squadre di perdere appositamente per migliorare le proprie possibilità di scegliere Luck nel Draft (operazione chiamata "suck for Luck" cioè "fare schifo per (avere) Luck). Gli Indianapolis Colts vinsero la "Luck sweepstakes" (traduzione: Lotteria Luck ) con un record di 2-14.

### Indianapolis Colts
Il 19 aprile 2012, una settimana prima del draft, i Colts annunciarono ufficialmente che avrebbero selezionato Luck come primo assoluto. Il 26 aprile, i Colts confermarono quanto annunciato e scelsero Luck come prima scelta assoluta. Il 19 luglio, il giocatore firmò un contratto quadriennale del valore di 22,1 milioni di dollari, 14,5 milioni dei quali garantiti.

#### 2012
Il 9 settembre, nel debutto da professionista contro i Chicago Bears, Luck faticò molto lanciando 309 yard con 23 passaggi completati su 45 tentativi, con un passaggio da touchdown e 3 intercetti subiti, coi Colts che vennero sconfitti nettamente per 21-41. Nel turno successivo ottennero la prima vittoria stagionale contro i Minnesota Vikings: Luck giocò bene completando 20 passaggi su 31 per 224 yard e 2 touchdown. Per questa prestazione fu uno dei candidati al premio di rookie della settimana vinto poi da Trent Richardson.
Nella settimana 3, i Colts vennero sconfitti dai Jacksonville Jaguars: Andrew passò per 313 yard con 2 touchdown e un intercetto subito, venendo premiato come miglior rookie della settimana.
Dopo la settimana di pausa, nella settimana 5 Luck guidò i Colts a un'improbabile rimonta contro i Green Bay Packers. In svantaggio per 21-3 alla fine del primo tempo, Indianapolis rimontò fino al 30-27 finale, culminato da un passaggio da touchdown di Luck per Reggie Wayne con 35 secondi al termine fine della partita. La sua gara si concluse con 362 yard passate, 2 touchdown e un intercetto oltre a un altro touchdown segnato su corsa. Per questa prestazione, vinse per la seconda volta il premio di rookie della settimana.
Dopo una sconfitta contro i Jets, la squadra tornò alla vittoria nella gara successiva contro i Cleveland Browns: Luck passò 186 yard segnando due touchdown su corsa.
I Colts salirono a un record di 4-3 battendo nei supplementari i Tennessee Titans nella settimana 8 con Luck che nei tempi supplementari passò il touchdown decisivo per Vick Ballard, concludendo con 297 yard passate, un TD e un intercetto, venendo selezionato per la terza volta come miglior rookie della settimana.
La partita della settimana 9, contro l'altro quarterback rookie Ryan Tannehill e i suoi Dolphins, vide Luck entrare nella storia battendo il record di yard passate in una partita da un rookie, stabilito da Cam Newton con 432 passate nella seconda settimana della stagione precedente. Andrew passò 433 yard con 2 touchdown e i Colts vinsero per 23-20. Per questa gara, Luck vinse per la prima volta il premio di miglior quarterback della settimana.

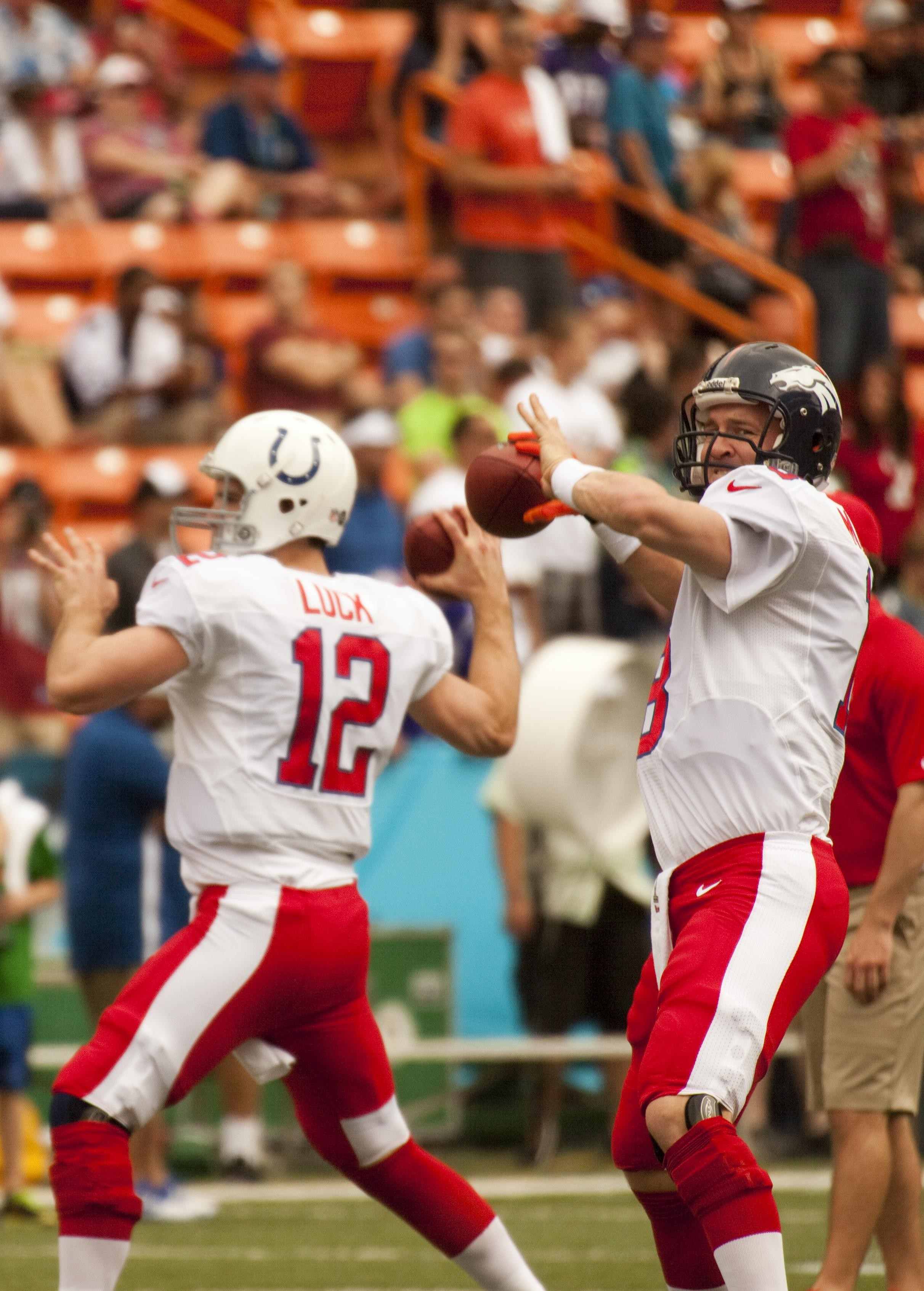
Luck con Peyton Manning nel Pro Bowl 2013.

Nella prima gara giocata in diretta nazionale, Luck guidò Indianapolis alla quarta vittoria consecutiva battendo facilmente i Jaguars nel Thursday Night Football con 227 yard passate e 2 touchdown su corsa. Le sue 2.631 yard passate nelle prime 9 gare in carriera superarono il record di 2.605 di Cam Newton.
Dopo una sconfitta coi Patriots, Luck e i Colts si rifecero battendo i Buffalo Bills in cui passò 240 yard e un touchdown (un intercetto subito).
Nella settimana 13 Luck e i Colts vinsero una gara rocambolesca contro i Detroit Lions dopo essere stati in svantaggio per quasi tutta la gara. Andrew passò 4 touchdown e subì 3 intercetti. Decisivo fu passaggio da touchdown a Donnie Avery con il tempo sul cronometro esaurito che diede la vittoria ai suoi.
Dopo una sconfitta coi Texans nella settimana 15, Luck disputò una gara storica in cui superò il record NFL dell'anno precedente di Cam Newton per yard passate da un rookie in una stagione e, con la vittoria sui Chiefs, ottenne la qualificazione ai playoff, dopo l'anno precedente i Colts erano stati la squadra peggiore della lega. Andrew concluse quella partita con 205 yard passate e il passaggio da touchdown decisivo nel finale di gara per Reggie Wayne. Nell'ultimo turno di campionato, i Colts si vendicarono della sconfitta subita precedentemente coi Texans, concludendo con un record di 11-5. Luck passò 191 yard e due touchdown.

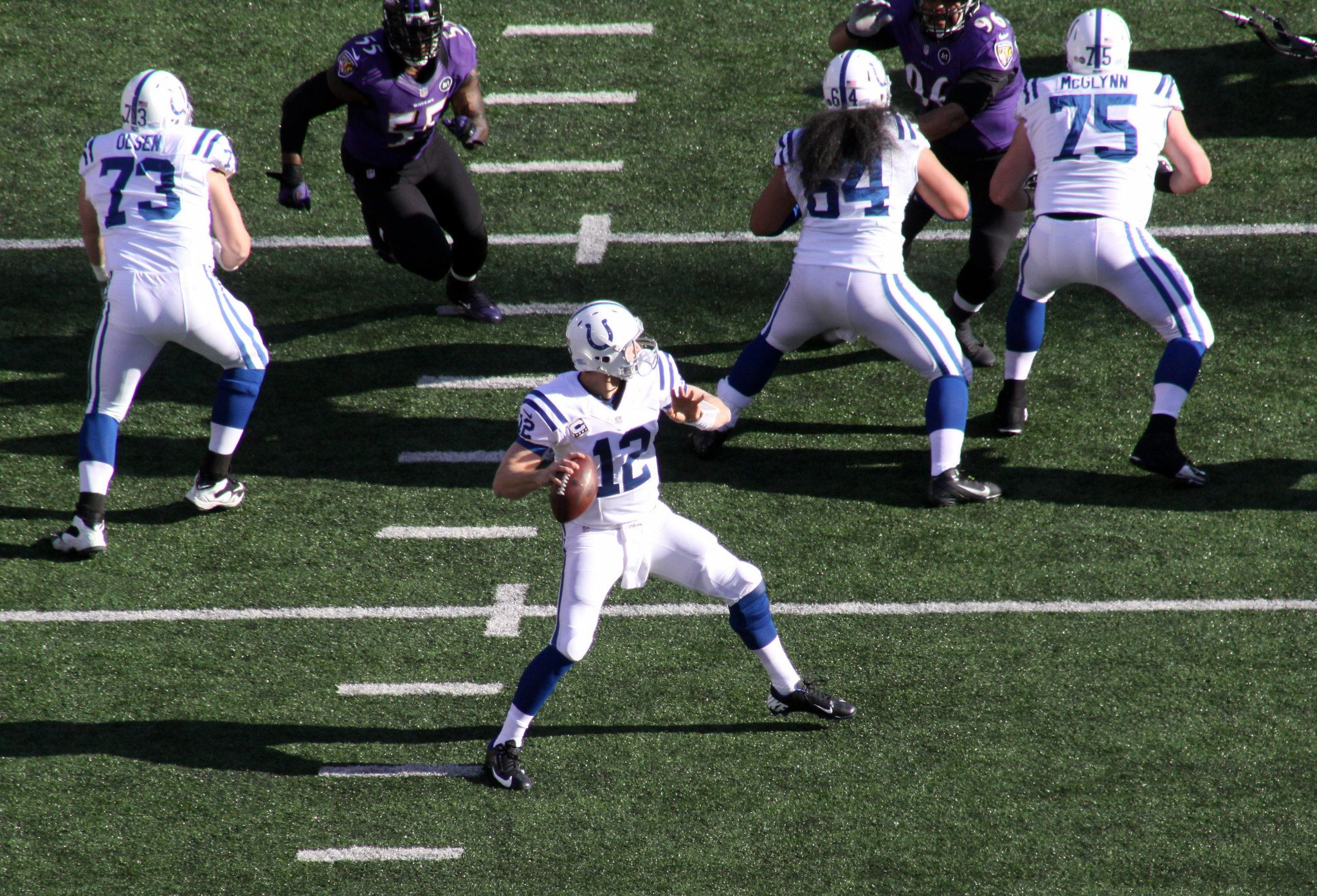
Luck nei playoff 2012 contro i Baltimore Ravens.

Nella prima gara di playoff in carriera, Luck fu pressato per tutto il tempo dalla difesa dei Baltimore Ravens guidata da Ray Lewis, terminando con 28 passaggi completati su 54 tentativi per 288 yard e un intercetto, non riuscendo a condurre i Colts alla vittoria.
Il 21 gennaio 2013 Luck fu convocato per il suo primo Pro Bowl in sostituzione dell'infortunato Tom Brady e a fine anno fu posizionato al numero 23 nella classifica dei migliori cento giocatori della stagione.

#### 2013
Nella gara di debutto della stagione 2013, Luck guidò l'ottava vittoria in rimonta nell'ultimo quarto in carriera, contro i Raiders grazie a un touchdown su corsa da 19 yard. La sua prestazione si concluse con 18 passaggi completati su 23 tentativi per 178 yard e altri due touchdown passati. Dopo una sconfitta la settimana successiva contro i Miami Dolphins, Luck batté in trasferta i San Francisco 49ers del suo ex allenatore a Stanford Jim Harbaugh passando 164 yard e segnando un touchdown su corsa. La settimana successiva, i Colts si sbarazzarono facilmente dei Jaguars, con Andrew che passò 260 yard, 2 TD e un intercetto.

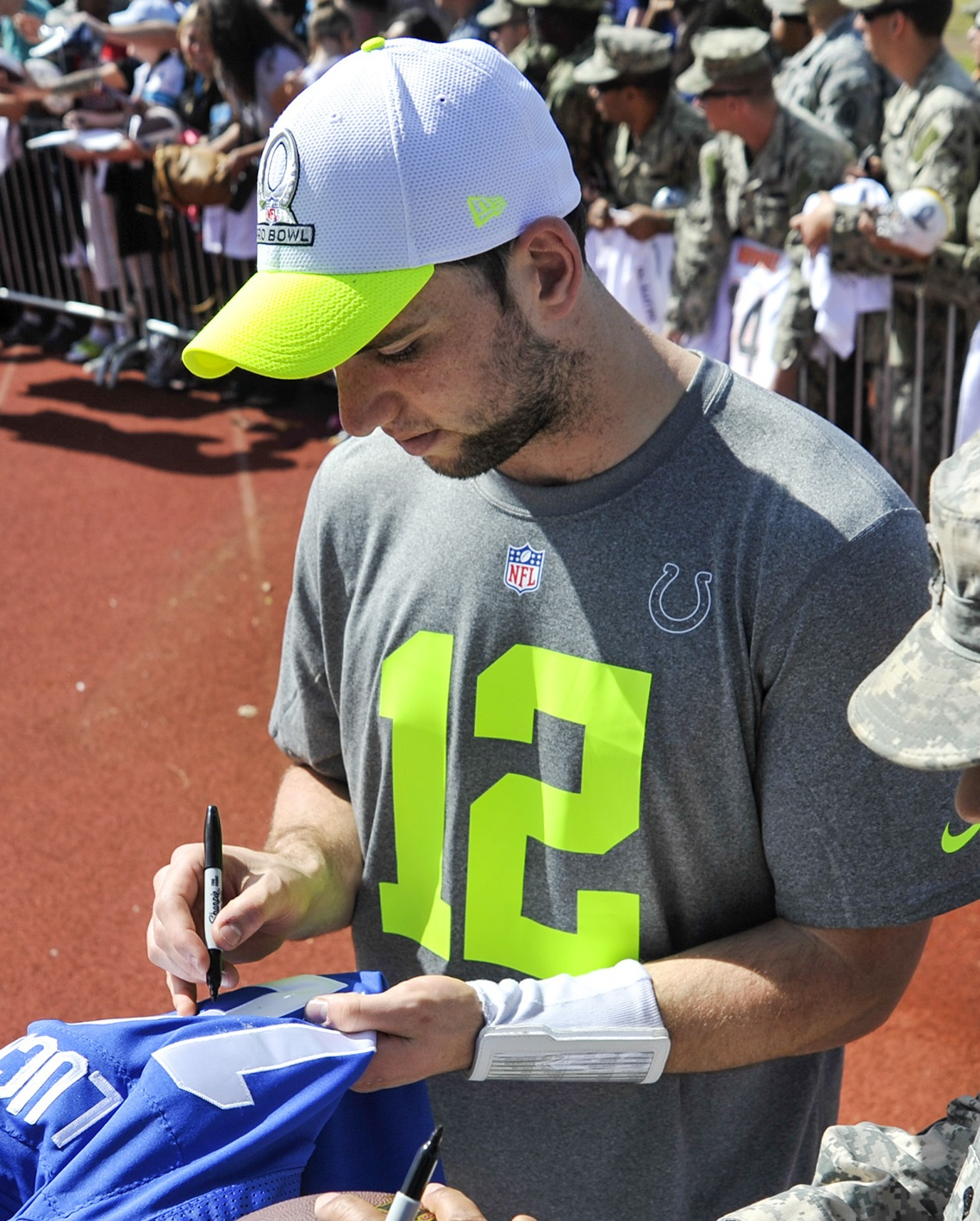
Luck mentre firma autografi al Pro Bowl 2014.

Nella sfida contro Russell Wilson della settimana 5, Luck inflisse ai Seattle Seahawks la prima sconfitta stagionale con 229 yard passate e due touchdown per T.Y. Hilton. Dopo una sconfitta in trasferta coi San Diego Chargers, ai Colts fecero visita gli imbattuti i Denver Broncos del suo predecessore Peyton Manning: con una grande prestazione fatta da 228 yard, 3 touchdown passati e uno segnato su corsa, Luck zittì gli ultimi critici che avrebbero preferito che i Colts avessero continuato ad avere Manning in cabina di regia e inflisse agli avversari la loro prima sconfitta dell'anno. Per questa prestazione fu premiato come miglior giocatore offensivo della AFC della settimana.
Dopo la settimana di pausa, Luck guidò i Colts a rimontare uno svantaggio di ben 18 punti nel finale del terzo quarto contro gli Houston Texans passando tre touchdown a T.Y. Hilton, con la squadra che salì a un record di 6-2. Senza più Reggie Wayne, infortunatosi per tutta la stagione, Luck e i Colts persero nettamente la settimana successiva in casa contro i St. Louis Rams col giocatore che passò 353 yard e un touchdown ma subì tre intercetti. La vittoria tornò il giovedì successivo rimontando uno svantaggio di 14-0 alla fine del primo quarto in casa dei Titans. Luck passò 232 yard e segnò un touchdown su corsa. Un'altra netta sconfitta per 40-11 giunse però nella settimana 12 contro gli Arizona Cardinals in cui passò solamente 163 yard, con un TD e un intercetto subito ritornato dagli avversari in touchdown.
I Colts tornarono al successo nella settimana 13 battendo in casa i Titans e avvicinandosi alla vittoria del titolo di division con Luck che passò 200 yard e subì un intercetto. La settimana successiva 326 yard passate e 4 touchdown non riuscirono ad evitare la sconfitta contro i Bengals ma, grazie alle contemporanea sconfitta dei Titans contro i Broncos, i Colts poterono festeggiare la vittoria della AFC South division e la seconda qualificazione ai playoff consecutiva. Nella settimana 15 Indianapolis batté agevolmente Houston per 25-3 con Luck che passò due TD e un intercetto e nel penultimo turno di campionato superò in trasferta i Chiefs passando 241 yard e un touchdown. Con 282 yard passate nella vittoria sui Jaguars nell'ultima gara della stagione, Luck divenne il primo quarterback della storia a passare ottomila yard complessive nelle sue prime due stagioni.
Il 4 gennaio 2014, nel primo turno di playoff i Colts ospitarono i Kansas City Chiefs. Trovatisi in svantaggio per 38-10 nel terzo quarto, Luck guidò una furiosa rimonta portando la sua squadra alla vittoria per 45-44. I 28 punti recuperati pareggiarono la seconda più grande rimonta nei playoff della storia della NFL. Andrew terminò la sua partita con 29 passaggi completati su 45, 443 yard passate, 5 touchdown (4 passati e uno su un fumble recuperato) e 3 intercetti subiti. La domenica successiva le cose non andarono altrettanto bene, coi Colts che furono eliminati nettamente dai Patriots con Luck che passò 331 yard, 2 touchdown ma subì ben 4 intercetti.
Il 20 gennaio, Luck fu convocato per il suo secondo Pro Bowl in sostituzione di Russell Wilson, impegnato con i Seattle Seahawks nel Super Bowl XLVIII. Fu inoltre fu votato al 30º posto nella NFL Top 100 dai suoi colleghi.

#### 2014
Luck aprì la sua terza stagione da professionista passando 370 yard, passando due touchdown e segnandone un terzo su corsa ma fu intercettato anche due volte da Rahim Moore nella sconfitta in casa dei Broncos. La domenica successiva, per la prima perse per due settimane consecutive dal suo debutto nella lega. I Colts erano in vantaggio nel quarto periodo ma un intercetto subito dal quarterback fu decisivo per la sconfitta della sua squadra, malgrado tre touchdown passati in precedenza. La prima vittoria stagionale giunse nella settimana 3 sui Jaguars in cui Luck giocò una delle migliori gare della sua giovane carriera, completando 31 passaggi su 39 per 370 yard e 4 touchdown (record personale eguagliato) per un passer rating di 140,4, il più alto fatto registrare fino a quel momento, venendo premiato come miglior giocatore offensivo della AFC della settimana. Nella settimana 4 passò un nuovo massimo stagionale di 393 yard, con 4 touchdown, nella netta vittoria sui Titans. Divenne così il primo giocatore della storia della NFL a lanciare oltre 370 yard, 4 touchdown ed avere una percentuale di completamente di almeno il 70% in due gare consecutive.

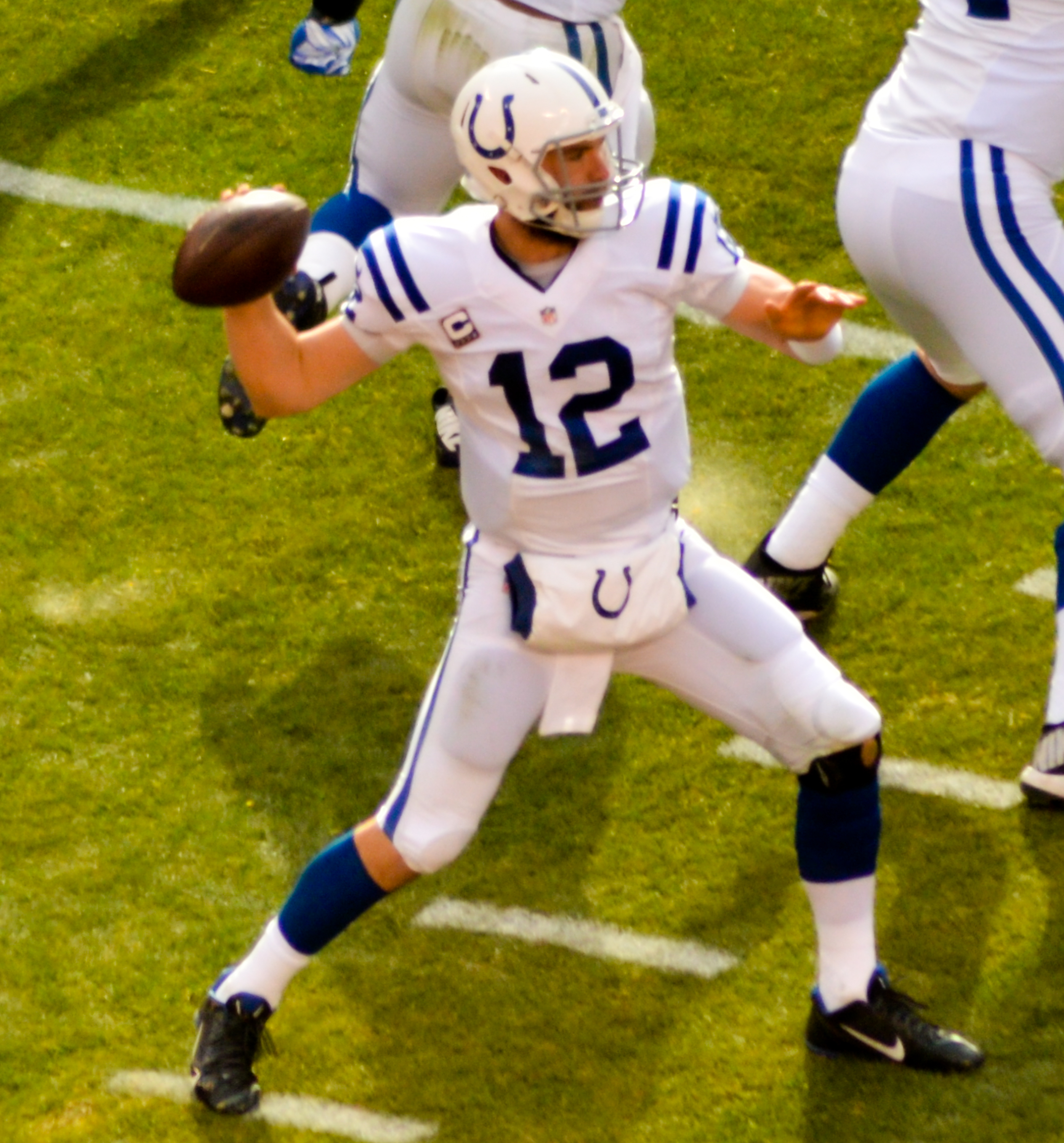
Luck contro i Browns nel 2014.

Nel Thursday Night della settimana 6 contro i Texans, Indianapolis si prese la vetta solitaria della division, con Luck che continuò a giocare ai massimi livelli con 370 yard passate e tre touchdown. Nel Monday Night della settimana 9 contro i Giants stabilì un nuovo record di franchigia con la settimana gara consecutiva da oltre 300 yard passate. Inoltre con quattro touchdown passati arrivò a quota 26, già un nuovo primato personale in poco più di metà stagione. Nella settimana 13 contro i Redskins, Luck ebbe un inizio difficile subendo un intercetto e perdendo un fumble, ma si rifece nel prosieguo della gara lanciando un primato personale di 5 touchdown. Con 370 yard superò il record di franchigia di Manning per il maggior numero di gare da 300 yard in una stagione e si unì allo stesso Manning e Dan Marino come unici altri due giocatori della storia a lanciare 4.000 yard in due delle prime tre stagioni professionistiche. Quattro giorni dopo fu premiato come miglior giocatore offensivo della AFC del mese di novembre in cui passò 12 touchdown a fronte di due soli intercetti.
Nel quattordicesimo turno contro i Browns superò una prima parte di gara difficile in cui subì due intercetti (di cui uno ritornato in touchdown dagli avversari) guidando la sua squadra alla vittoria in rimonta col passaggio da touchdown del sorpasso per T.Y. Hilton a 32 secondi dal termine. Sette giorni dopo passò due TD e subì un intercetto nella vittoria casalinga sui Texans che assicurò a Indianapolis la matematica certezza della vittoria della propria division. La stagione regolare di Luck si chiuse con un record di franchigia di 4.761 yard passate (terzo nella NFL), guidando la lega con 40 passaggi da touchdown e 16 intercetti, venendo convocato per il terzo Pro Bowl in carriera.
Il 4 gennaio 2015, Luck ottenne la seconda vittoria nei playoff in carriera battendo per 26-10 i Bengals nel turno delle wild card in cui passò 376 yard e un touchdown. La settimana successiva Indianapolis sorprese i Broncos al Mile High Stadium andando a vincere per 24-13 e qualificandosi per la finale della AFC con Luck che eliminò Manning passando 265 yard, 2 touchdown e subendo 2 intercetti. La corsa verso il Super Bowl si interruppe perdendo per 45-7 in casa dei Patriots, col quarterback che completò solamente 12 passaggi su 33 per 126 e subì due intercetti.

#### 2015
Dopo due sconfitte nelle prime due gare, Luck passò due touchdown nel giro di 56 secondi nel quarto periodo terzo turno contro i Titans, portando la squadra a rimontare uno svantaggio di 13 punti e a vincere la prima gara stagionale. La settimana successiva saltò la prima partita della sua carriera professionistica a causa di un infortunio alla spalla destra. Dopo essere rimasto fuori dal rettangolo di gioco anche nel quinto turno, tornò titolare nella settimana 6 contro i persa contro i Patriots nella rivincita della controversa finale di conference di otto mesi prima. Nel nono turno, dopo una prima parte di stagione al di sotto delle attese, i Colts si presero la soddisfazione di battere gli allora imbattuti Broncos per 27-24, con Luck che passò 252 yard e 2 TD. In quella partita tuttavia subì una lacerazione a un rene, costringendolo a uno stop inizialmente previsto dalle 2 alle 6 settimane. Il recupero però fu più lento del previsto e Luck non tornò più in campo per il resto della stagione, conclusa con sette sole presenze.

#### 2016
Il 29 giugno 2016, Luck firmò con i Colts un rinnovo contrattuale di sei anni per un valore di 140 milioni di dollari, allora il più ricco della storia della NFL. Tornò in campo nella prima gara della stagione dove 385 yard passate e 4 touchdown non furono sufficienti ad avere la meglio nella sfida interna coi Detroit Lions. Nel Monday Night del tredicesimo turno passò 278 yard e 4 touchdown nella vittoria sui Jets che gli valsero il premio di giocatore offensivo della AFC della settimana. Nella stagione 2016, Luck lanciò 4.240 yard e 31 touchdown, con una percentuale di completamento del 63,5, un nuovo primato personale, malgrado l'avere saltato una partita a causa di una commozione cerebrale. I Colts terminarono con un record di 8-8 al terzo posto della division e fuori dai playoff. Poco dopo il termine della stagione, Luck si sottopose a un intervento chirurgico per riparare un problema alla spalla che lo affliggeva sin dall'anno precedente.

#### 2017

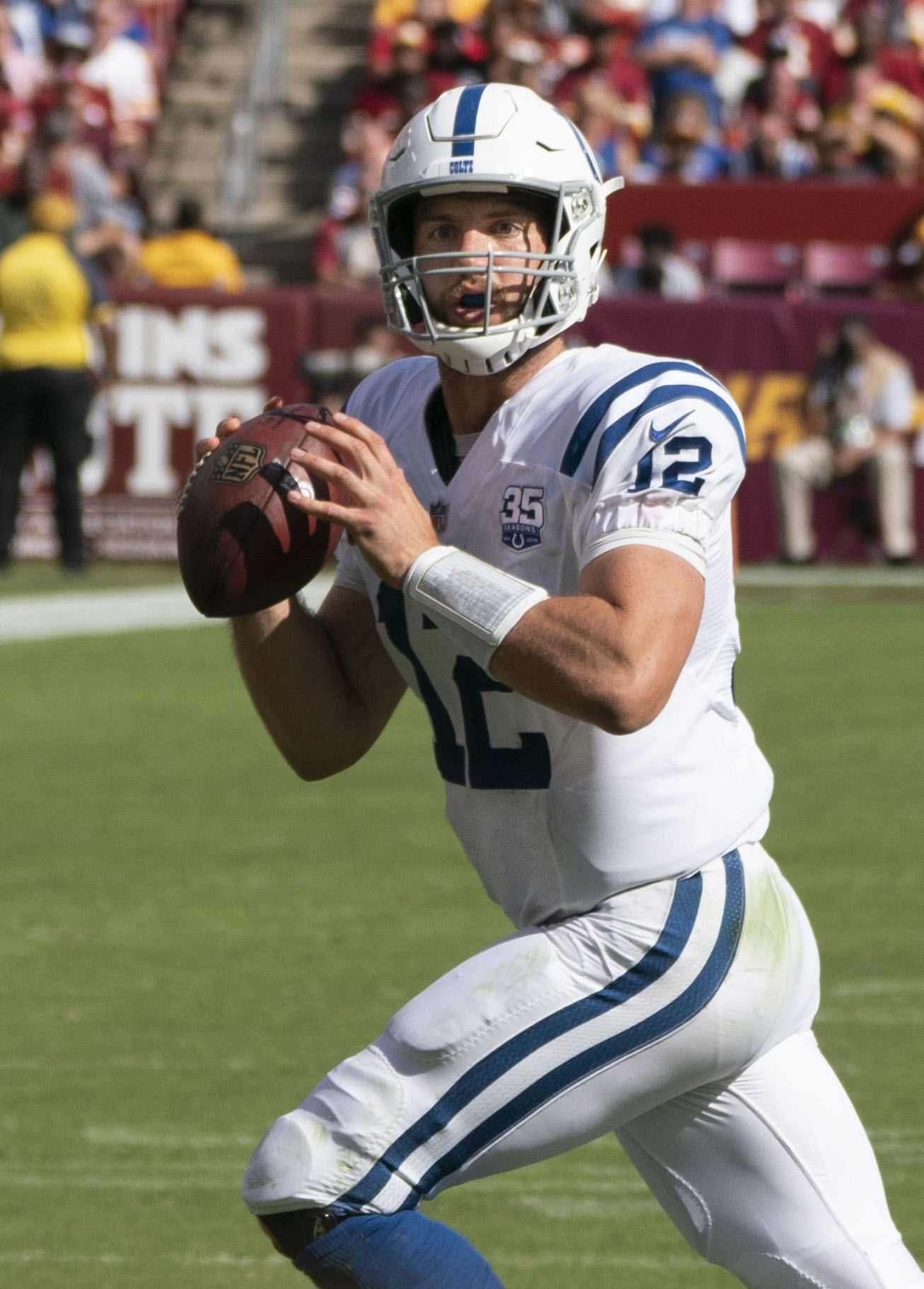
Andrew Luck nel secondo turno della stagione 2018

Luck iniziò la stagione 2017 in lista infortunati e le possibilità di vederlo in campo si annullarono all'inizio del mese di novembre, quando fu annunciato che avrebbe saltato l'intera annata.

#### 2018
Luck tornò in campo dopo 616 giorni nel primo turno della stagione 2018 contro i Cincinnati Bengals mostrando segnali incoraggianti. Passò per 319 yard, 2 touchdown, subì un intercetto e completò un record in carriera di 39 passaggi ma i Colts furono sconfitti per 34–23. Nella settimana 3, contro i Philadelphia Eagles, con i Colts in svantaggio 20–16 a pochi secondi dal termine della partita, Luck, che quel giorno passò per 164 yard, fu sostituito dal quarterback di riserva Jacoby Brissett per provare un Hail Mary pass dalla linea delle 46 yard dei Colts. Brissett lanciò troppo forte e la palla finì oltre la end zone, segnando così la sconfitta della propria squadra. Questa decisione risultò inusuale per molti giornalisti e tifosi, e portò a speculazioni sulla salute della spalla di Luck, il che portò il capo-allenatore Frank Reich e lo stesso Luck a giustificare questa decisione semplicemente puntualizzando che Brissett avesse più forza nel braccio.
Nel quarto turno contro gli Houston Texans, Luck passò 2 touchdown e stabilì nuovi record in carriera di passaggi completati (40), passaggi tentati (62) e yard passate (464). Guidò i Colts alla rimonta partendo da uno svantaggio di 28–10 nel terzo quarto, ma la squadra fu sconfitta ai tempi supplementari 37–34, dopo una discutibile decisione del suo capo-allenatore nel tentare di convertire una situazione di quarto down.
Nel quinto turno contro i New England Patriots, Luck completò 38 passaggi su 59 tentati per 365 yard, passò 3 touchdown e subì 2 intercetti. I Colts vennero sconfitti 38–24. Luck tentando 121 passaggi tra il quarto e il quinto turno stabilì un nuovo record NFL per maggior numero di passaggi tentati in due partite consecutive. Nell'undicesimo turno trascinò i Colts a una vittoria per 38-10 sui Tennessee Titans completando 23 passaggi su 29 per 297 yard con tre touchdowns e un passer rating di 143,8, venendo premiato come giocatore offensivo della AFC della settimana. Alla fine di novembre Luck fu premiato come giocatore offensivo del mese della AFC, in cui estese una striscia di gare con almeno 3 passaggi da touchdown a 8 partite. Completò inoltre il 77,8 % dei suoi passaggi nelle tre gare disputate, tutte vinte dai Colts. Nel dodicesimo turno contro i Miami Dolphins, Luck ebbe la sua ottava partita consecutiva con almeno tre touchdown passati; i Colts vinsero 27–24. Nel sedicesimo turno contro i New York Giants, Luck guidò la squadra alla rimonta, la sua 21ª in carriera nel quarto quarto, passando un touchdown a Chester Rogers a fine partita che gli assicurò la vittoria per 28–27. La vittoria mise i Colts in posizione di conquistare la Wild Card e di conseguenza la partecipazione ai play-off, cosa che avvenne nel turno successivo quando i Colts sconfissero i Titans per 33–17. Dopo aver sconfitto i gli Houston Texans nel Wild Card Game per 21–7, i Colts furono sconfitti nel Divisional Play-off dai Kansas City Chiefs per 13–31, che posero fine alla loro stagione. Il 15 gennaio 2018, fu annunciata la convocazione di Luck per il Pro Bowl 2019 (la sua quarta personale) per sostituire il quarterback infortunato dei Los Angeles Chargers Philip Rivers. A fine stagione fu nominato NFL Comeback Player of the Year.

### Ritiro
Il 24 agosto 2019, all'età di 29 anni e dopo sette stagioni nella NFL, Luck annunciò il suo ritiro. Nella conferenza stampa fece riferimento al ciclo di infortuni e riabilitazioni sostenuto negli anni come ragione principale, dichiarando:
"Sono rimasto bloccato in questo processo.  Non ho avuto la possibilità di vivere la vita che avrei voluto.  Mi ha tolto la gioia di giocare.  L'unico modo per me per andare avanti è rimuovere il football.  Non è una decisione facile.  È la decisione più difficile della mia vita.  Ma per me è la decisione giusta."

### Record NFL
- Maggior numero di yard passate in una partita da un quarterback rookie: 433 (contro i Miami Dolphins), (04/11/2012)[113].
- Maggior numero di yard passate in stagione da un rookie: 4.374
- Maggior numero di drive vincenti in una stagione da rookie: 7
- Maggior numero di rimonte nel quarto periodo per un quarterback rookie: 7
- Maggior numero di yard passate nelle prime due stagioni: 8.196
- Maggior numero di yard passate nelle prime tre stagioni: 12.688
- Maggior numero di yard passate nelle prime cinque partite dei play-off: 1.703
- Maggior numero di partite consecutive in trasferta con più di 350 yard passate: 5
- Primo quarterback a passare per più di 350 yard per cinque partite in trasferta consecutive
- Primo quarterback a passare per 370 o più yard, 4 touchdown e avere una percentuale di passaggi completati del 70% o più per più di una partita consecutiva.
- Terzo giocatore a passare per 3.000 yard nelle prime 9 partite, a pari merito con Peyton Manning e Drew Brees (2 volte)[114]

#### Record dei Colts
- Maggior numero di yard passate in una singola stagione: 4.761 (2014)[115]
- Maggior numero di yard passate da un quarterback rookie in una singola stagione: 4.374[116]
- Maggior numero di yard passate da un quarterback rookie in una singola partita: 433
- Maggior numero di passaggi tentati da un quarterback rookie in una singola stagione: 627
- Maggior numero di passaggi completati da un quarterback rookie in una singola stagione: 339
- Maggior numero di passaggi completati da un quarterback rookie in una singola partita: 31
- Maggior numero di touchdown passati da un quarterback rookie in una singola partita: 4
- Passer rating più alto per un quarterback rookie con almeno 100 passaggi tentati: 76,5
- Percentuale di intercetti più alta per un quarterback rookie con almeno 100 passaggi tentati: 2,87

## Palmarès
- Convocazioni al Pro Bowl: 4

2012, 2013, 2014, 2018
- NFL Comeback Player of the Year Award: 1

2018
- Leader della NFL in passaggi da touchdown: 1

2014
- Quarterback della settimana: 2

9ª del 2012, 11ª del 2018
- Giocatore offensivo della AFC del mese: 2

novembre 2014, novembre 2018
- Giocatore offensivo della AFC della settimana: 4

7ª del 2013, 3ª del 2014, 13ª del 2016, 11ª del 2018
- Rookie della settimana: 3

3ª, 5ª e 8ª del 2012

## Statistiche
| Legenda   | Legenda          |
| --------- | ---------------- |
|           | Primo nella lega |
| Grassetto | Record personale |

### Stagione regolare
| Stagione | Squadra  | Partite                        | Partite                        | Passaggi                       | Passaggi                       | Passaggi                       | Passaggi                       | Passaggi                       | Passaggi                       | Passaggi                       | Passaggi                       | Corse                          | Corse                          | Corse                          | Corse                          | Sack                           | Sack                           | Fumble                         | Fumble                         | Record                         |
| Stagione | Squadra  | P                              | PT                             | Comp                           | Ten                            | %                              | Yard                           | Media                          | TD                             | Int                            | Rat                            | Ten                            | Yard                           | Media                          | TD                             | Sck                            | Yard                           | Fum                            | Persi                          | V-S                            |
| -------- | -------- | ------------------------------ | ------------------------------ | ------------------------------ | ------------------------------ | ------------------------------ | ------------------------------ | ------------------------------ | ------------------------------ | ------------------------------ | ------------------------------ | ------------------------------ | ------------------------------ | ------------------------------ | ------------------------------ | ------------------------------ | ------------------------------ | ------------------------------ | ------------------------------ | ------------------------------ |
| 2012     | IND      | 16                             | 16                             | 339                            | 627                            | 54,1                           | 4.374                          | 7,0                            | 23                             | 18                             | 76,5                           | 62                             | 255                            | 4,1                            | 5                              | 41                             | 246                            | 10                             | 5                              | 11-5                           |
| 2013     | IND      | 16                             | 16                             | 343                            | 570                            | 60,2                           | 3.822                          | 6,7                            | 23                             | 9                              | 87,0                           | 63                             | 377                            | 6,0                            | 4                              | 32                             | 227                            | 6                              | 2                              | 11-5                           |
| 2014     | IND      | 16                             | 16                             | 380                            | 616                            | 61,7                           | 4.761                          | 7,7                            | 40                             | 16                             | 96,5                           | 64                             | 273                            | 4,3                            | 3                              | 27                             | 161                            | 13                             | 6                              | 11-5                           |
| 2015     | IND      | 7                              | 7                              | 162                            | 293                            | 55,3                           | 1.881                          | 6,4                            | 15                             | 12                             | 74,9                           | 33                             | 196                            | 5,9                            | 0                              | 15                             | 88                             | 3                              | 1                              | 2-5                            |
| 2016     | IND      | 15                             | 15                             | 346                            | 545                            | 63,5                           | 4.240                          | 7,8                            | 31                             | 13                             | 96,4                           | 64                             | 341                            | 5,3                            | 2                              | 41                             | 268                            | 5                              | 4                              | 8-7                            |
| 2017     | IND      | Nessuna presenza - infortunato | Nessuna presenza - infortunato | Nessuna presenza - infortunato | Nessuna presenza - infortunato | Nessuna presenza - infortunato | Nessuna presenza - infortunato | Nessuna presenza - infortunato | Nessuna presenza - infortunato | Nessuna presenza - infortunato | Nessuna presenza - infortunato | Nessuna presenza - infortunato | Nessuna presenza - infortunato | Nessuna presenza - infortunato | Nessuna presenza - infortunato | Nessuna presenza - infortunato | Nessuna presenza - infortunato | Nessuna presenza - infortunato | Nessuna presenza - infortunato | Nessuna presenza - infortunato |
| 2018     | IND      | 16                             | 16                             | 430                            | 639                            | 67,3                           | 4.593                          | 7,2                            | 39                             | 15                             | 98,7                           | 46                             | 148                            | 3,2                            | 0                              | 18                             | 134                            | 6                              | 1                              | 10–6                           |
| Carriera | Carriera | 86                             | 86                             | 2.000                          | 3.920                          | 60,8                           | 23.671                         | 7,2                            | 171                            | 83                             | 89,5                           | 332                            | 1.590                          | 4,8                            | 14                             | 174                            | 1.124                          | 44                             | 20                             | 53–33                          |

### Play-off
| Stagione | Squadra  | Partite | Partite | Partite | Passaggi | Passaggi | Passaggi | Passaggi | Passaggi | Passaggi | Passaggi | Passaggi | Corse | Corse | Corse | Corse | Sack | Sack | Fumble | Fumble |
| Stagione | Squadra  | P       | PT      | V–S     | Comp     | Ten      | %        | Yard     | Media    | TD       | Int      | Rat      | Ten   | Yard  | Media | TD    | Sck  | Yard | Fum    | Persi  |
| -------- | -------- | ------- | ------- | ------- | -------- | -------- | -------- | -------- | -------- | -------- | -------- | -------- | ----- | ----- | ----- | ----- | ---- | ---- | ------ | ------ |
| 2012     | IND      | 1       | 1       | 0–1     | 28       | 54       | 51,9     | 288      | 5,3      | 0        | 1        | 59,8     | 4     | 35    | 8,8   | 0     | 3    | 21   | 1      | 1      |
| 2013     | IND      | 2       | 2       | 1–1     | 49       | 86       | 57,0     | 774      | 9,0      | 6        | 7        | 76,4     | 8     | 50    | 6,2   | 0     | 4    | 21   | 0      | 0      |
| 2014     | IND      | 3       | 3       | 2–1     | 70       | 120      | 58,3     | 767      | 6,4      | 3        | 4        | 71,8     | 8     | 57    | 6,5   | 0     | 1    | 8    | 0      | 0      |
| 2018     | IND      | 2       | 2       | 1–1     | 38       | 68       | 55,9     | 425      | 6,3      | 3        | 1        | 83,3     | 10    | 46    | 4,6   | 0     | 3    | 27   | 1      | 1      |
| Carriera | Carriera | 8       | 8       | 4–4     | 185      | 328      | 56,4     | 2.254    | 6,9      | 12       | 13       | 73,4     | 30    | 188   | 6,3   | 0     | 11   | 77   | 2      | 2      |

## Vita privata
Il 17 giugno 2012 Luck si laureò alla Stanford University in progettazione architettonica e ricevette l'"AI Master Award", premio concesso ogni anno ad un solo atleta dell'Università "con gli standard più elevati di performance atletiche, leadership e rendimento scolastico". Dichiarò inoltre che il suo autore musicale preferito sia Bruce Springsteen. Un assiduo lettore, Luck diventò "il bibliotecario dei Colts", suggerendo letture ai compagni di squadra; nel 2012 dichiarò che il suo libro preferito sia Papillon di Henri Charrière, e di essere fan delle fiction storiche di Bernard Cornwell. In campo Luck lasciò più volte perplessi i difensori avversari congratulandosi con loro dopo averlo placcato. Durante una partita contro i Washington Redskins, venne placcato dal linebacker Ryan Kerrigan, che causò un fumble e costrinse Luck a buttarsi subito a terra per recuperare la palla; Luck non riuscì a congratularsi subito con Kerrigan e aspettò fino alla fine della partita per dirgli "quanto stesse andando bene".
Il 31 marzo 2019, Luck sposò la sua compagna, Nicole Pechanec, conosciuta a Stanford. Il 14 giugno 2019 la coppia dichiarò di essere in attesa del loro primo figlio.